# Пюсси
Пю́сси (эст. Püssi) — город в волости Люганузе уезда Ида-Вирумаа, Эстония. 

## География
Расположен на северо-востоке Эстонии, на восточном берегу реки Пуртсе и западном берегу реки Кохтла (Роонду), у железной дороги Таллин—Нарва, в 3 километрах к востоку от Кивиыли. Расстояние до волостного центра — посёлка Люганузе — 1 километр, до уездного центра — города Йыхви — 19 километров. Высота над уровнем моря — 46 метров.

## Население

### Перепись населения 2011 года
По данным переписи населения 2011 года, число жителей города составляло 1083 человека, из них 581 (53,6 %) — эстонцы, остальные — русскоговорящие.

### Перепись населения 2021 года
По данным переписи населения 2021 года, в городе проживало 868 человек, из них 482 человека (55,53 %) — эстонцы, 316 человек (36,41 %) — русские, 17 человек (1,96 %) — украинцы, 16 человек (1,84 %) — белорусы, 12 человек (1,38 %) — финны, 3 человека (0,35 %) — татары, 3 человека (0,35 %) — латыши, 3 человека (0,35 %) — поляки, 15 человек (1,73 %) — другие, 3 человека (0,35 %) — неизвестно.
Доля населения старше 65 лет в структуре населения города составляла 33,18 % населения (288 человек), а доля населения младше 14 лет составляла 9,1 % (79 человек).
Из 868 жителей Пюсси граждан Эстонии — 73,39 % (637 человек), граждан России — 17,63 % (153 человека), лиц без гражданства — 6,8 % (59 человек), граждан других стран — 2,19 % (19 человек). По данным переписи населения Эстонии 2021 года, 36,41 % населения города составляют русские или 0,1 % всех русских Эстонии проживает в Йыхви. По данным переписи населения Эстонии 2021 года, в городе проживает 0,19 % (153 чел.) всех граждан России проживающих в Эстонии.
В городе проживает 0,09 % (59 чел.) всех апатридов Эстонии.
Из 868 жителей Пюсси для 471 человека (54,26 % населения Пюсси) родным был эстонский язык, для 379 человек (43,66 % населения Пюсси) — русский язык, для 4 человек (0,46 %) — украинский язык, для 4 человек (0,46 %) — белорусский язык, для 4 человек (0,46 %) — латышский язык, для 3 человек (0,35 %) — финский язык был родным, для 4 человек (0,46 %) родным был иной язык, родной язык 3 человек (0,35 %) неизвестен.
Численность населения города Пюсси:
| Год     | 1989  | 2000    | 2010    | 2011    | 2017  | 2018  | 2019  | 2020  | 2021  |
| ------- | ----- | ------- | ------- | ------- | ----- | ----- | ----- | ----- | ----- |
| Жителей | 2 532 | ↘ 1 872 | ↘ 1 802 | ↘ 1 083 | ↘ 966 | ↘ 917 | ↘ 907 | ↘ 876 | ↘ 863 |

## История
В письменных источниках Пюсси впервые упомянут в 1472 году (Püssz, мыза). В 1558 году упоминается Puisse, в 1796 году — Pühs.
Начало формированию Пюсси как посёлка положило строительство в 1869 году железной дороги Ревель—Петербург. Меньше чем за два года был закончен 4-классный вокзал Изенгоф (затем Пюсси, разрушен в 1944 году в ходе войны).
Посёлок стал развиваться рядом с железной дорогой в 1920-х годах. Первым местом для работы в Пюсси была лесопильня бывшей мызы Изенгоф (Пюсси), расположенной на берегу реки Пуртсе (в связи с чем мыза Пюсси также называлась Ней-Изенгоф (нем. Neu-Isenhof, Уус-Пуртсе, эст. Uus-Purtse). Когда-то на территории города работали предприятия по производству мебели, завод по переработке кофе, кожевенно-дубильный завод, электростанция. Последнюю построили в конце 1930 года. Негоциант Антон Нурк торговал в Пюсси разными товарами от соли до железа, а также современными станками.
В 1926 году на остатках главного здания мызы Пюсси закончилось строительство Пюссиской школы (в настоящее время Люганузеская средняя школа). Здание внесено в Государственный регистр памятников культуры Эстонии.
Пюсси получил статус посёлка в 1954 году, статус города — в 1993 году.
До 2013 года являлся городским муниципалитетом. В 2013 году вошёл в состав волости Люганузе. Решение об этом было принято единогласно всеми членами городского собрания.

## Экономика
Крупнейшим работодателем города является предприятие по производству древесных плит AS Repo Vabrikud. В марте 2020 года, в связи с экономическим кризисом, вызванным пандемией коронавируса, завод объявил о закрытии (временном или окончательном — неизвестно). По данным Налогового регистра, по состоянию на 30 сентября 2020 года численность его работников составляла 184 человека.

## Инфраструктура
В городе есть дом культуры, библиотека, детский сад, молодёжный центр, спортклуб и дневной центр. 
Дети Пюсси ходят в Люганузескую основную школу, среднюю школу Кивиыли и в русскую гимназию Кивиыли. 
В городе работает семейный врач, в регион обслуживания которого входит вся волость Люганузе. Работает зубной врач, есть аптека.

## Известные уроженцы
- Нефф, Тимофей Андреевич

## Галерея

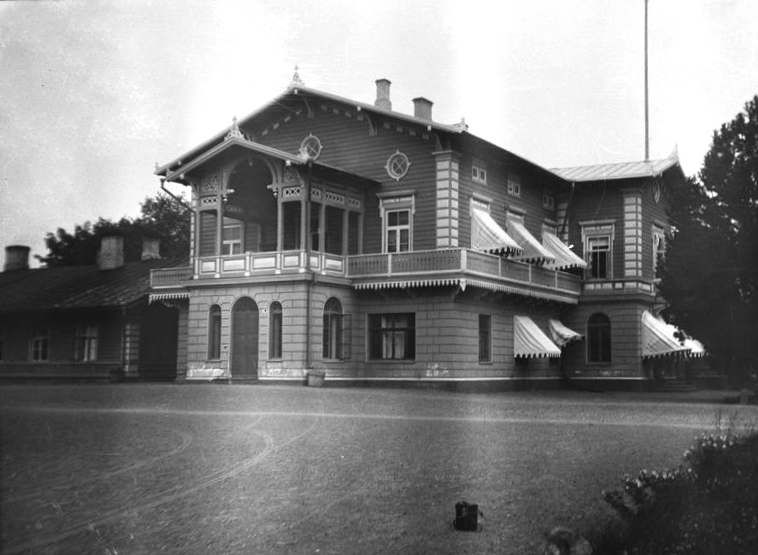
Главное здание мызы Изенгоф (Пюсси) в начале XX века
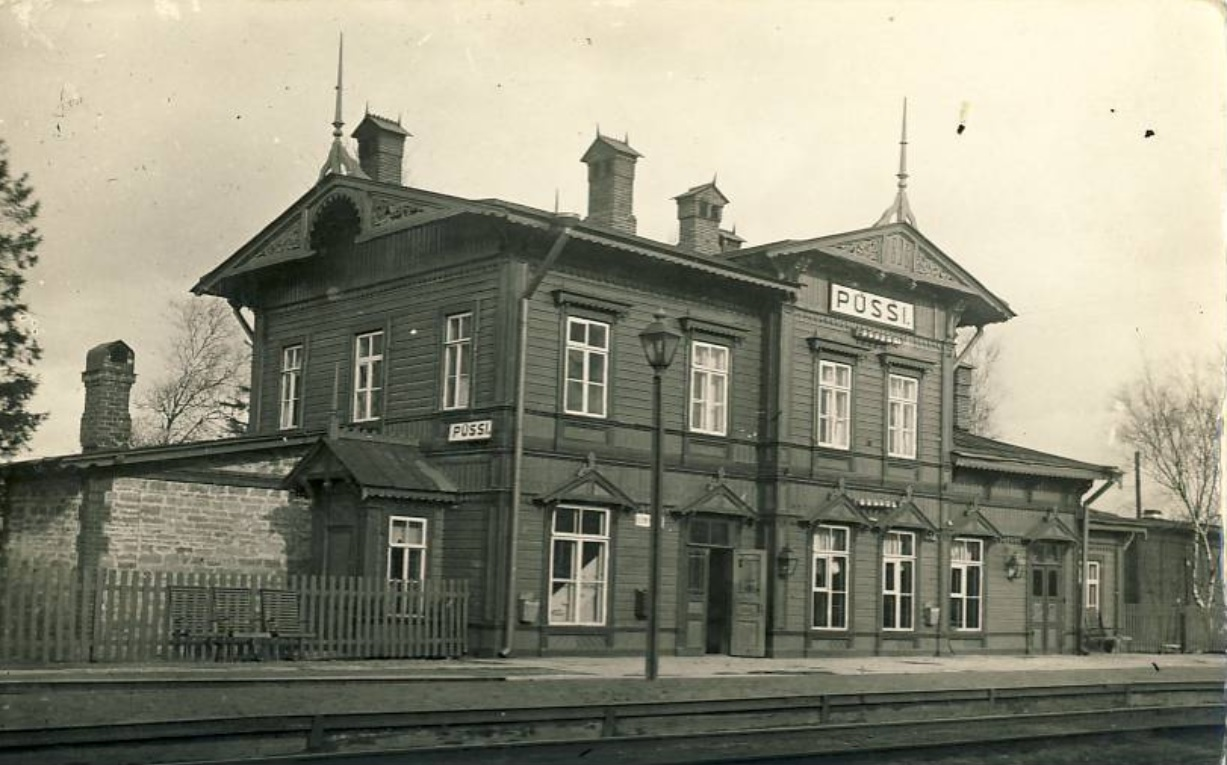
Вокзал Пюсси до II мировой войны
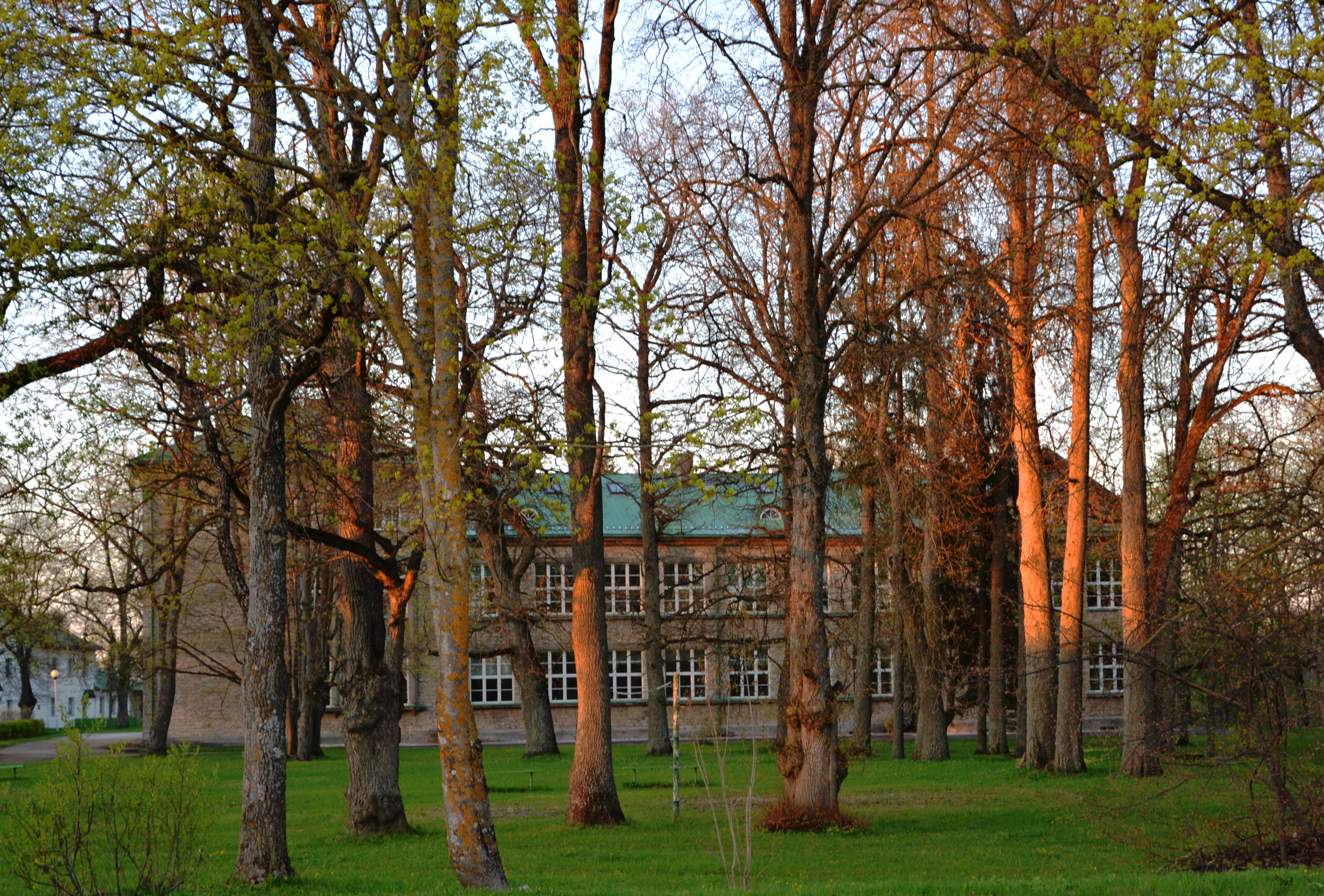
Здание Пюссиской школы
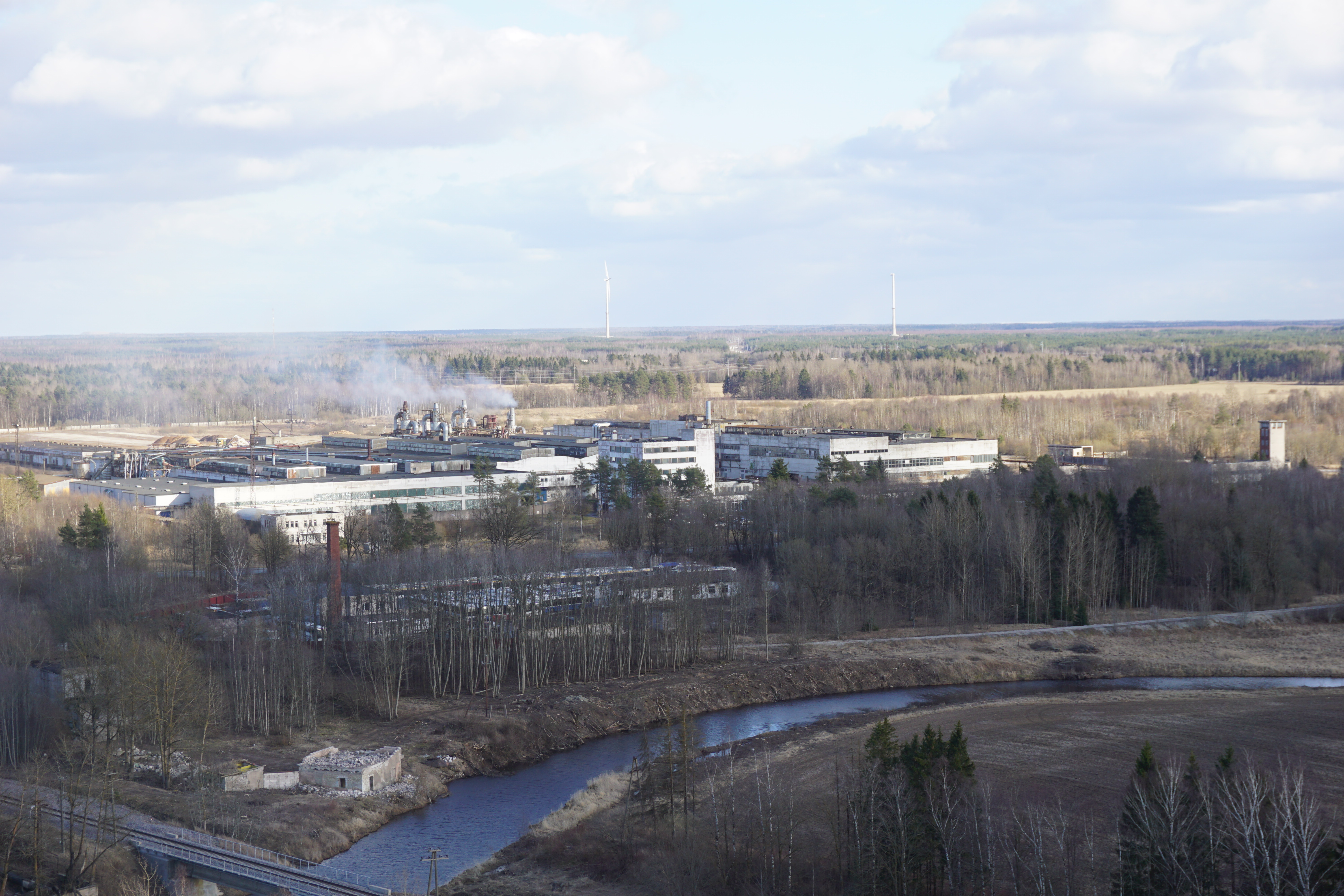
Завод акционерного общества Repo Vabrikud